# Times New Roman
Times New Roman — зарубчастий шрифт, який створили типограф Стенлі Морісон і художник Віктор Лердент 1932 року.
1931 року Морісон написав статтю, у якій звинуватив газету The Times у неякісному друці. Він звернувся до Віктора Лердента, художника з рекламного відділу Times, з проханням допомогти йому створити новий зразок шрифту. Як зразок Морісон використав шрифт Plantin. Було вирішено змінити шрифт так, щоб підвищити зручність читання і заощадити більше простору. Отриманий шрифт отримав назву Times New Roman. Вперше був використаний у газеті Times 3 жовтня 1932, і вже через рік його використовували для комерційних продажів.

## Використання
- Microsoft почав використовувати Times New Roman як основний шрифт із зарубками, починаючи від Microsoft Windows 3.1. Times New Roman був усталеним шрифтом у Microsoft Office аж до Microsoft Office 2007, де його замінив шрифт Calibri.
- Шрифт також став популярним і в Apple Macintosh, у якому він встановлений як основний у багатьох додатках, зокрема, у вебоглядачах.
- У 2004 році Державний департамент США оголосив, що з 1 лютого 2004 року всі дипломатичні документи в США будуть друкуватися шрифтом Times New Roman 14-го кегля замість шрифту Courier New 12-го кегля, мотивуючи це прагненням до більш сучасного та розбірливого вигляду шрифту.
- В Україні шрифт є стандартним для використання у офіційних документах (накази, листи, договори, службова документація), в сфері освіти і науки тощо.

## Цікаві факти
- Слово Roman у назві шрифта означає «римський», бо в Середньовіччі звичайний шрифт називали римським, а похилий — італійським (Italic). Тому словосполучення Times New Roman Italic є дещо суперечливим.
- Власник прав на шрифт Times New Roman, американська компанія Monotype, закрила доступ до їхнього каталогу на своєму сайті для російських користувачів. Тобто шрифт Times New Roman став санкційним для росіян. [2]
- Відомі випадки коли різні документи намагалися підробити використовуючи не шрифт Times New Roman (який є розповсюдженим у більшості юридичних установ західної Європи та США з початку 2000-х років) а інші схожі на нього шрифти, що призводило до того що підробки виявляли.
- Коли в 2021 році в Бразилії проводили конкурс на новий шрифт який би замінив Times New Roman та став би більш економним в плані витрати фарби для друкованих текстів та більш зручним в читанні, то серед багатьох претендентів переміг шрифт під назвою "Ocean Black Star" який виявився точною копією Times New Roman. Інцидент закрили тим що Times New Roman продовжили використовувати в документах як і раніше під своєю старою назвою.
- Шрифт Times New Roman використовують навіть на українських гривнях зразка 1994 року. [3]
- Шрифт був використаний на новій могильній плиті на місті поховання урни з прахом відомої танцівниці початку ХХ сторіччя Анджели Айсидори Дункан, дружини російського письменника Сергія Єсєніна. Це зробило шрифт популярним серед поховального бізнесу Франції. [4]
- У лютому 2024 року Міністерство культури України вирішило розпочати проект по створенню нового шрифту для державних документів на заміну Times New Roman.[5]

## Linux
msttcorefonts — це пакет для Linux, що забезпечує легке встановлення багатьох шрифтів Microsoft, серед них і Times New Roman.
```
sudo apt-get install msttcorefonts
```